# Tratturo Centurelle-Montesecco

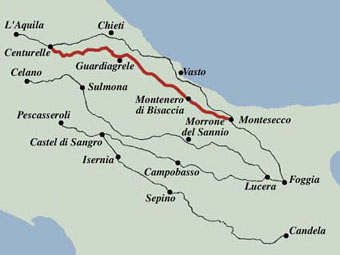
Mappa dei principali tratturi con evidenziato il Tratturo Centurelle-Montesecco

Il tratturo Centurelle - Montesecco è una derivazione del tratturo L'Aquila-Foggia, dal quale si distacca presso la chiesa di Santa Maria dei Cintorelli a Caporciano ed al quale si ricongiunge a Montesecco, nei pressi di Serracapriola.

## Geografia
L'intero tracciato ha una lunghezza di circa 220 chilometri e si snoda in un percorso più interno di circa 10 km rispetto a quello dell'Aquila-Foggia.
Il punto di partenza del tratturo è sulla Piana di Navelli, in Provincia dell'Aquila, dalla quale poi scende verso la valle del fiume Pescara, per poi risalire lambendo i versanti settentrionali ed orientali del Parco nazionale della Majella.
Il punto di ricongiunzione tra i due tratturi è Montesecco (41°50′04″N 15°06′56″E), una località in collina a circa 200 m di altezza ed a 4,5 km in direzione ovest-sud-ovest rispetto a Chieuti.
Nella parte intermedia, i tratturi L'Aquila-Foggia e Centurelle-Montesecco sono tra loro collegati dal tratturo Lanciano-Cupello.

## Storia

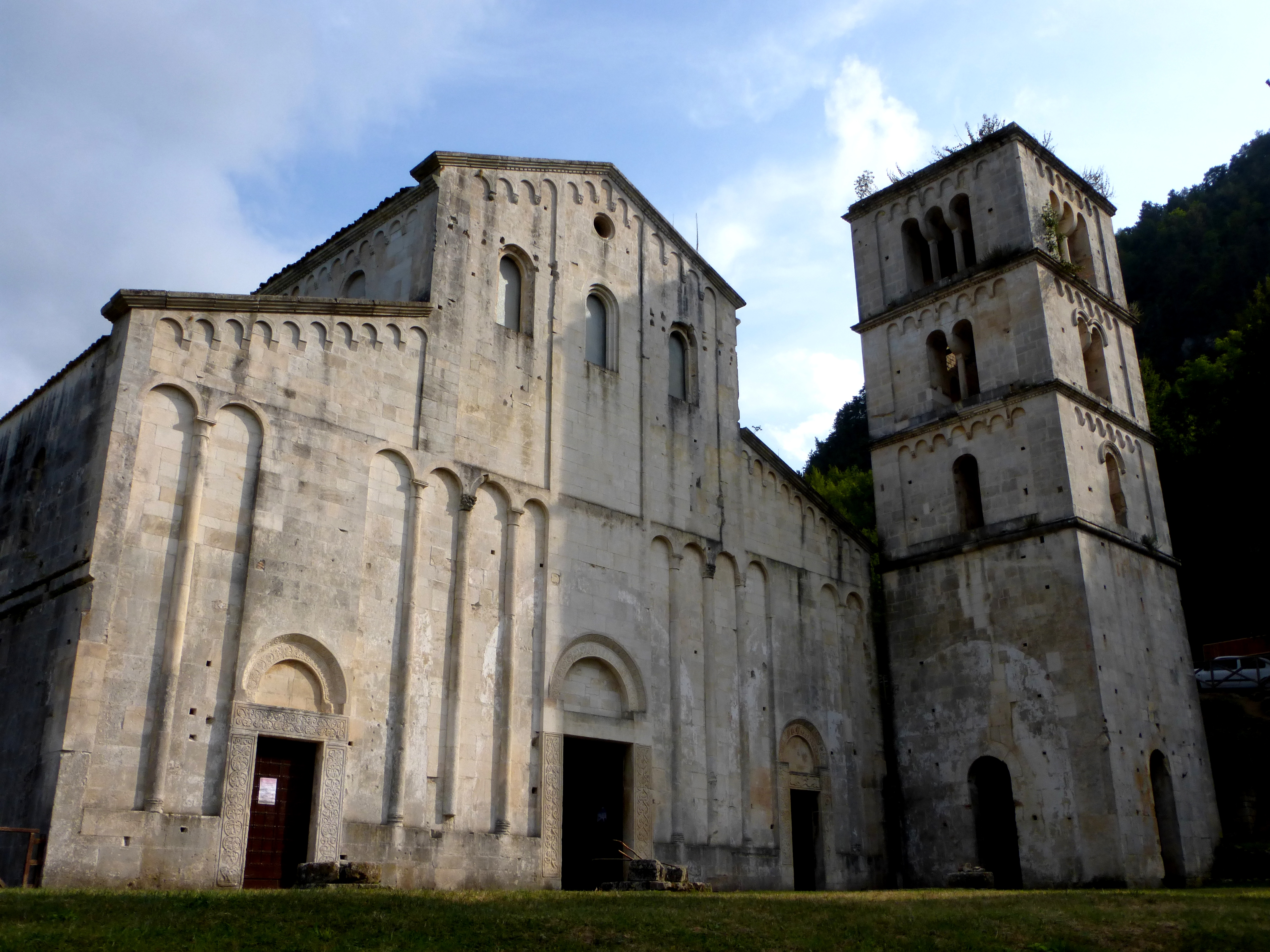
Abbazia di San Liberatore a Majella

Il tratturo si suppone fosse già frequentato dai Vestini e Marrucini nel VI secolo a.C. Tuttavia un nuovo sviluppo lo ebbe nel Medioevo, quando nel IX secolo venne fondata l'Abbazia di San Clemente a Casauria nella piana di Castiglione a Casauria. Come il Tratturo Magno, anche quello di Centurelle-Montesecco vide riconosciuta la sua autonomia nel 1155 da Guglielmo I di Sicilia, con emanazioni di leggi sul permesso del transito di pastori. Il tratturo inoltre era sorvegliato, passando per ogni centro, da castelli e abbazie, come il Palazzo fortificato di Navelli, il castello di Bominaco, e i monasteri di San Clemente a Casauria e di San Liberatore a Majella,  a cui i viandanti e i pastori dovevano pagare un pedaggio per entrare nella relativa contea. Probabilmente nel 1423 fu attraversato dall'esercito di Braccio da Montone per l'assedio di L'Aquila. 
Nel XVI secolo fu costruita, sopra una precedente cappella, la chiesa di Santa Maria dei Cintorelli, per segnalare il punto di partenza del tratturo. 
Lungo il tratturo si trovano molti "cippi" riguardanti le miglia ancora da compiere per l'arrivo finale, nonché numerose grotte rupestri, ossia eremi fondati da Celestino V e altri monaci, che fungevano da riparo anche per i pastori. Presso la Majella, nella località Abbateggio si trova un intero villaggio a tholos, le cui capanne in pietra erano il riparo quotidiano dei viandanti. Il tratturo non cessò di servire come principale strada di accesso alla Majella orientale, anche dopo l'abolizione del feudalesimo nel 1806; anzi servì al brigantaggio postunitario come accesso si rifugi della montagna, come testimonia la Tavola dei Briganti. Negli anni '60 è stato in gran parte sostituito da strade provinciali e statali per facilitare il percorso, nonostante ci siano alcuni tratti ancora vergini.

## Percorso
I territori comunali attraversati dal tratturo, elencati in direzione nord-sud, sono:
- Abruzzo
  - Provincia dell'Aquila
    - Caporciano, Navelli, Collepietro

  - Provincia di Pescara
    - Bussi sul Tirino, Pescosansonesco, Castiglione a Casauria, Tocco da Casauria, Bolognano, San Valentino in Abruzzo Citeriore, Scafa, Lettomanoppello, Manoppello, Serramonacesca

  - Provincia di Chieti
    - Roccamontepiano, Fara Filiorum Petri, San Martino sulla Marrucina, Rapino, Guardiagrele, Filetto, Orsogna, Castel Frentano, Sant'Eusanio del Sangro, Atessa, Scerni, Gissi, Furci, Cupello, Lentella
- Molise
  - Provincia di Campobasso
    - Montenero di Bisaccia, Montecilfone, Guglionesi, San Martino in Pensilis
- Puglia
  - Provincia di Foggia
    - Chieuti, Serracapriola

## Monumenti e luoghi d'interesse
Lungo il percorso tratturale si trovano alcune delle architetture religiose più note d'Abruzzo, quali la chiesa di Santa Maria dei Cintorelli a Caporciano, la chiesa di Santa Maria di Cartiganano a Bussi sul Tirino e l'abbazia di San Clemente a Casauria a Castiglione a Casauria
Vi sono, inoltre, numerose grotte frequentate dai pastori legate al culto di san Michele Arcangelo venerato a Monte Sant'Angelo.

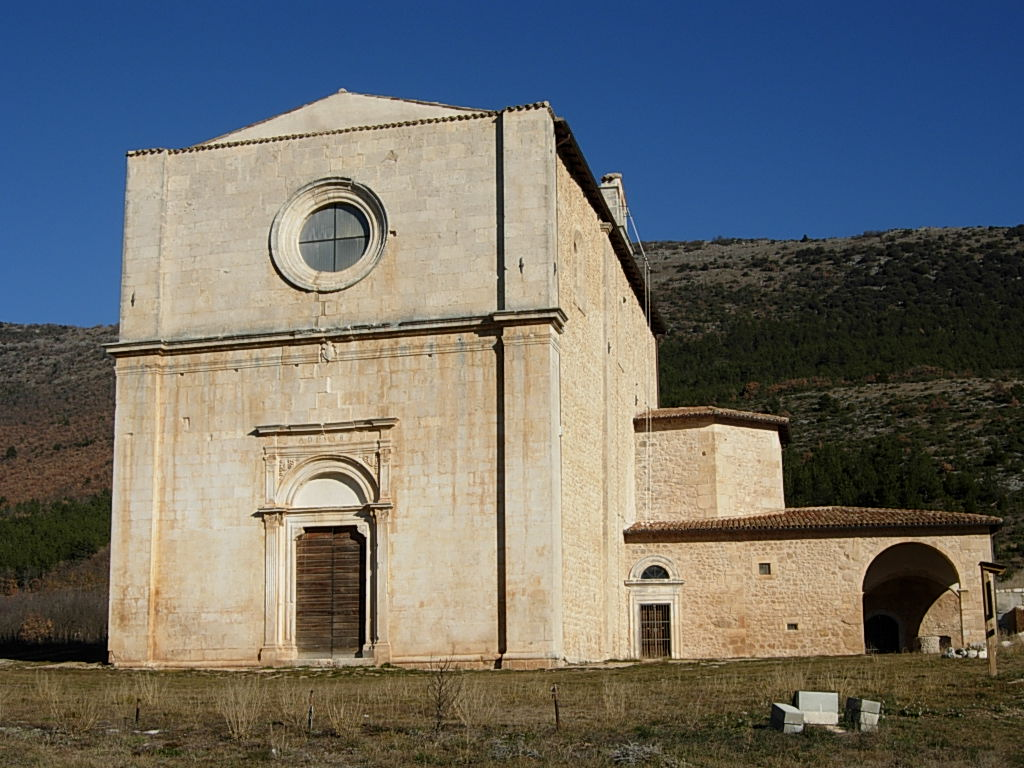
Chiesa di Santa Maria dei Cintorelli a Caporciano, punto di partenza
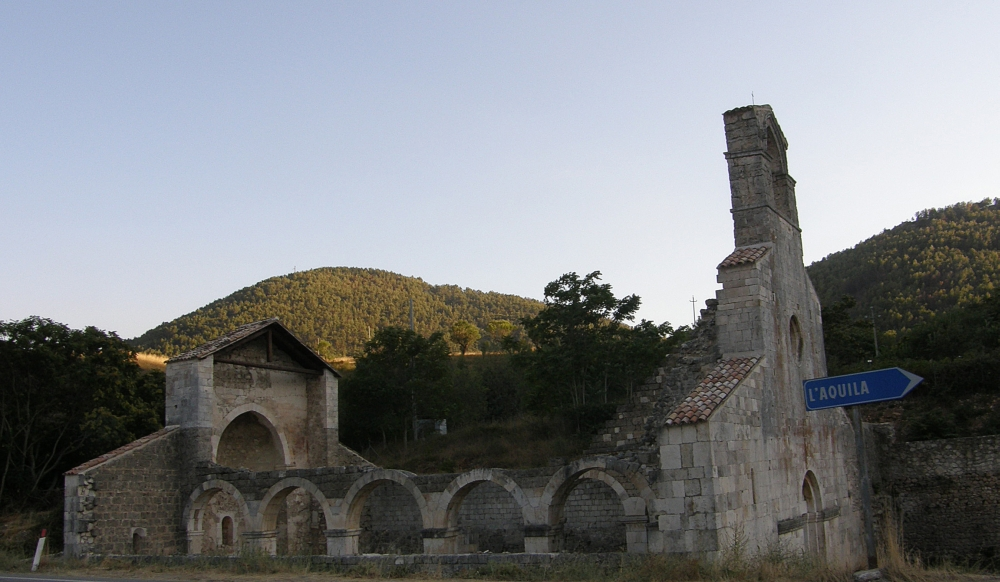
Chiesa di Santa Maria di Cartignano a Bussi sul Tirino
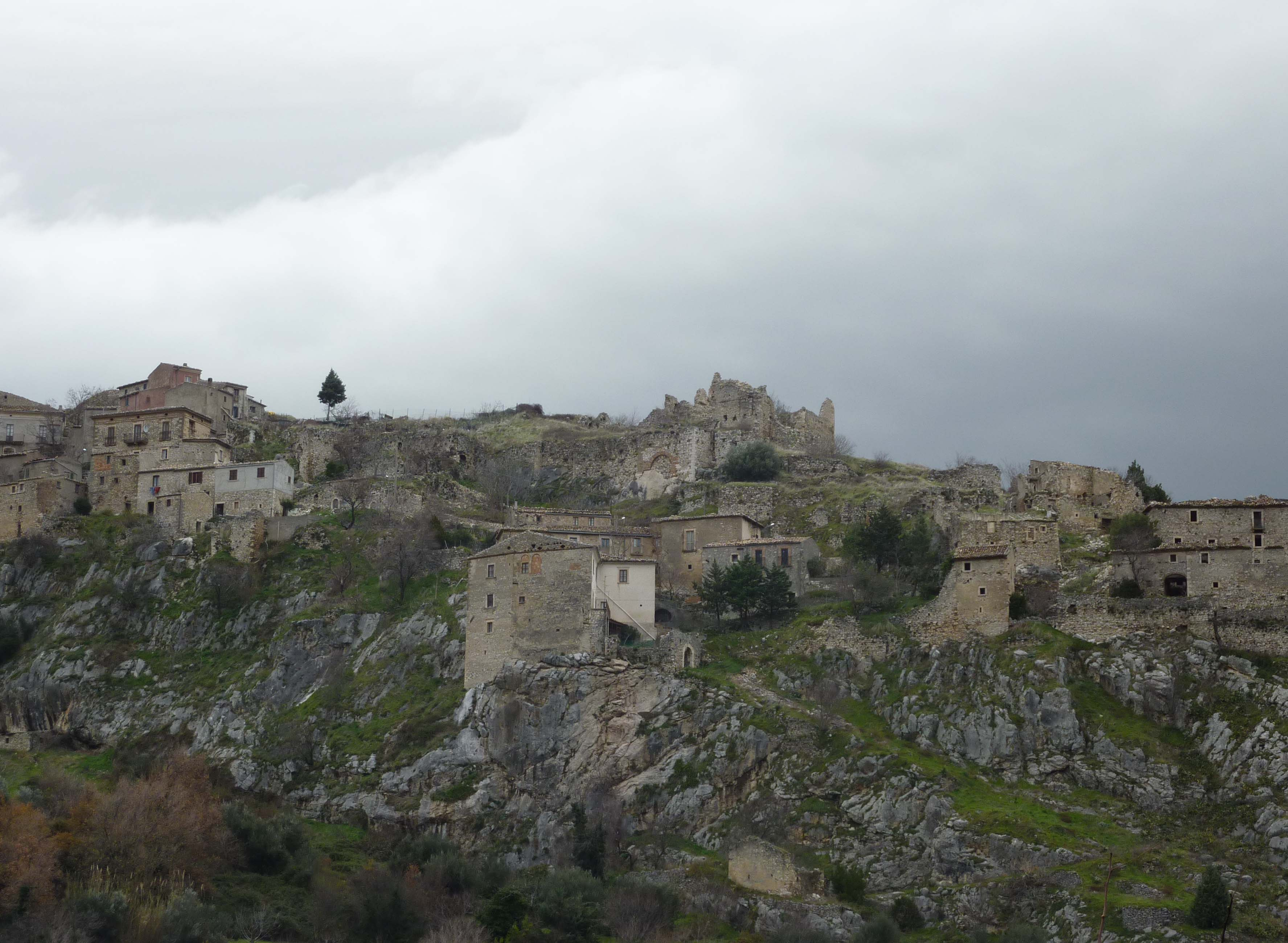
Pescosansonesco Vecchio
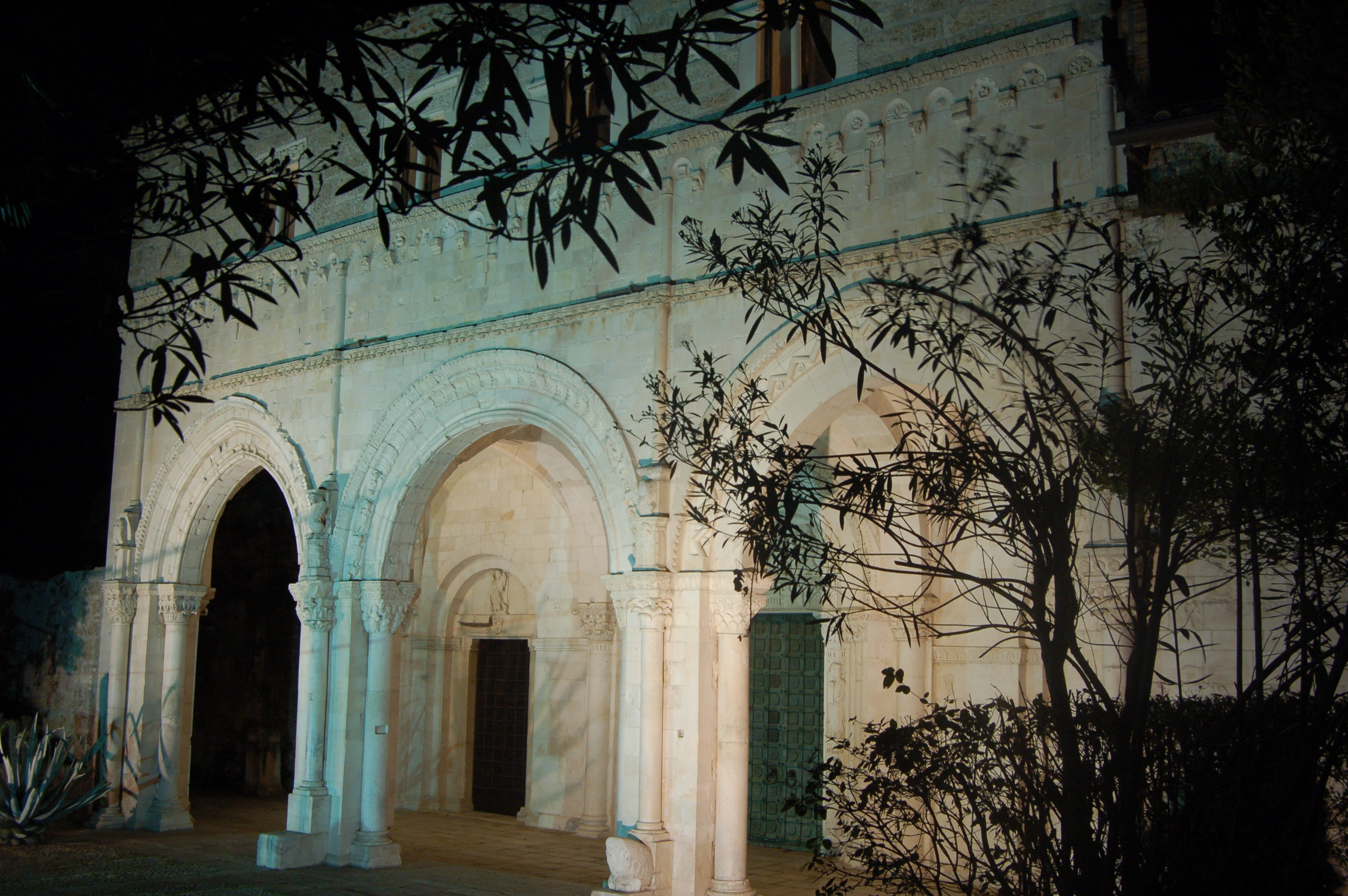
Abbazia di San Clemente a Casauria

La lista dei monumenti lungo il percorso è riportata con ordine, dal punto di partenza di Centurelle, fino a Montesecco. 

### Abruzzo

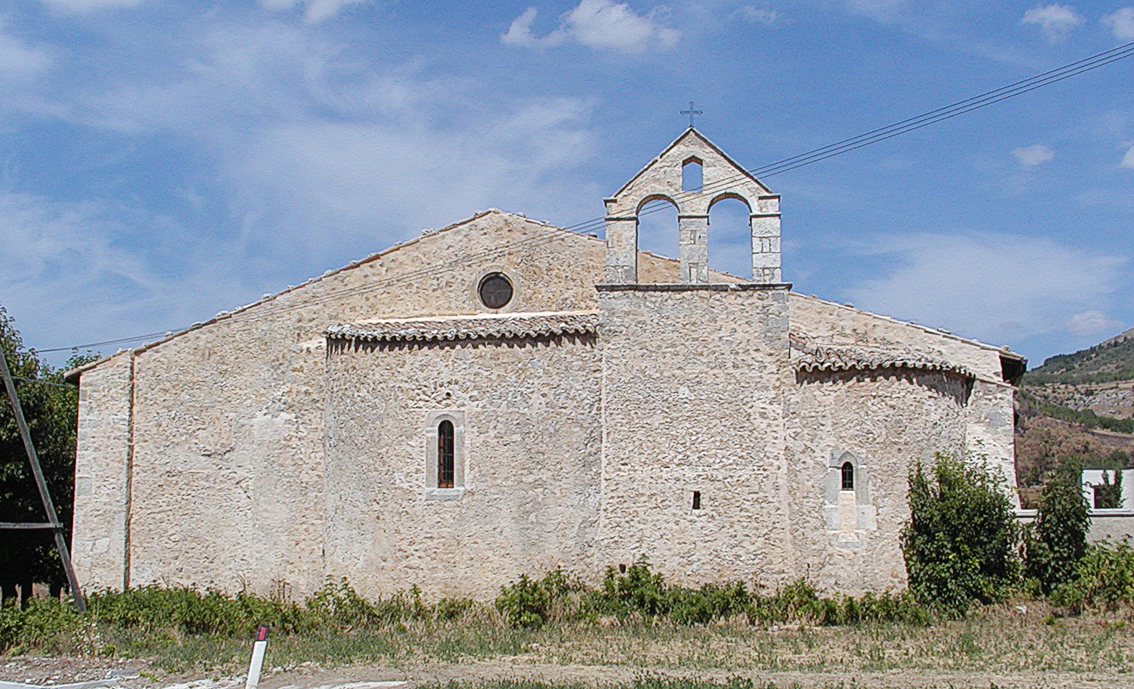
Chiesa di Santa Maria in Cerulis a Navelli

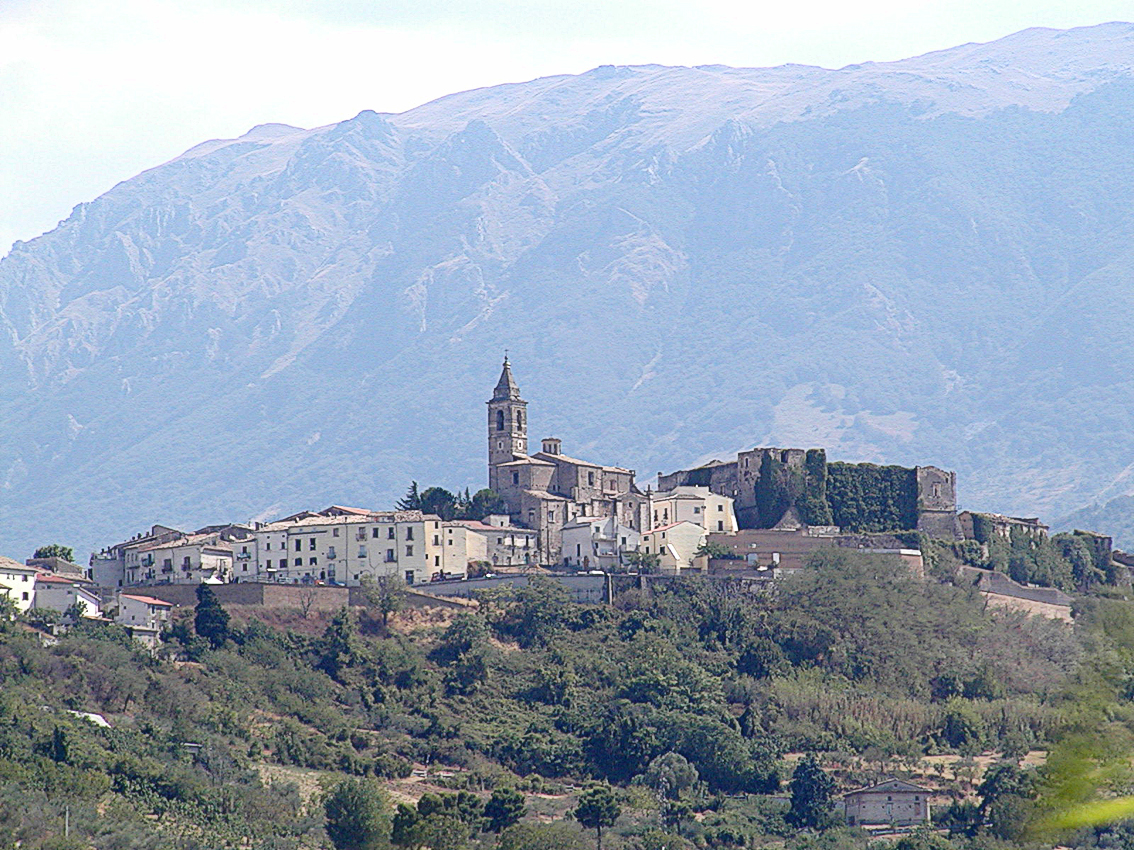
Panorama di Tocco da Casauria

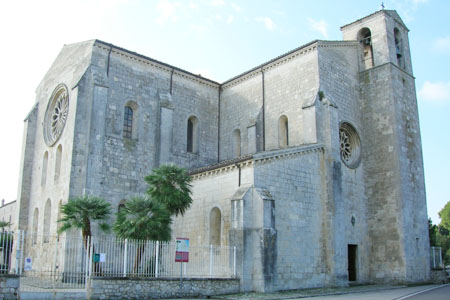
Abbazia di Santa Maria Arabona

- Chiesa di Santa Maria dei Cintorelli di Caporciano
- Chiesa cimiteriale di Santa Maria in Cerulis, alle porte di Navelli
- Chiesa di Santa Maria delle Grazie, lungo il percorso per Navelli
- Chiesa della Madonna del Campo, ugualmente lungo la via di Navelli
- Chiesa pastorale della Madonna del Buon Consiglio (Collepietro)
- Monastero di San Benedetto da Norcia (San Benedetto in Perillis)
- Chiesa di Santa Maria di Cartignano, lungo la strada per Bussi sul Tirino
- Valle del fiume Tirino presso Bussi
- Paese vecchio di Pescosansonesco
- Centro storico di Castiglione a Casauria
- Abbazia di San Clemente a Casauria
- Chiese pastorali presso le gole di Popoli (Tocco da Casauria)
- Le grotte rupestri di Bolognano, e l'oasi naturale del lago di Alanno
- Parco del Lavinio a Scafa
- Santuario di Santa Maria Iconicella presso Lettomanoppello
- Basilica del Volto Santo alle porte di Manoppello
- Abbazia di Santa Maria Arabona presso Manoppello
- Abbazia di San Liberatore a Majella intorno a Serramonacesca; nei dintorni l'eremo di San Giovanni e la fortezza di Castel Menardo
- Borgo medievale di Serramonacesca con la chiesa dell'Assunta
- Santuario di San Rocco a Roccamontepiano
- Centro storico di Pretoro, con lungo la strada tratturale la chiesa della Madonna della Mazza
- Chiesa della Madonna del Colle, alle porte di San Martino sulla Marrucina
- Grotta della Neve, tra San Martino e Fara Filiorum Petri
- Centro storico di Rapino, con le chiese di San Giovanni e San Lorenzo
- Il borgo medievale di Guardiagrele, dove il tratturo scende verso Orsogna, oppure entra in centro, passando dal convento dei Cappuccini, fino a Porta San Giovanni.
- Il santuario della Madonna della Libera, alle porte di Filetto
- Il convento del Ritiro della Santissima Annunziata del Poggio in località Feuduccio di Orsogna, con il relativo Parco dell'Annunziata
- Centro di Orsogna, dove passa il tratturo lungo il corso orientale, con la chiesa di San Nicola.
- Il tratturo prosegue lungo il pendio di contrada Tre Valli, dove si ammira il panorama dei Calanchi.
- Le chiese lungo le contrade Moscete e Madonna del Carmine, prima di arrivare a Castel Frentano
- La chiesa di Santa Maria della Selva lungo il corso di Castel Frentano, seguita dal convento francescano e dalla chiesa neogotica di San Rocco.
- Il tratturo si divide in due biforcazioni, passando per Pietragrossa e San Valentino, collegandosi a contrada Paludi per Sant'Eusanio del Sangro. Di interesse i calanchi.
- I resti del convento di Sant'Onofrio nella località omonima, lungo il percorso per Atessa.
- Chiesa di San Vincenzo Ferrer a Montemarcone
- Cappella monumentale del cimitero di Atessa
- Chiesa della Madonna della Strada a Scerni
- Cappella di Santa Lucia (Gissi)
- Santuario di Santa Maria Mater Domini tra Furci e Fraine
- Santuario del Beato Andrea a Furci
- Torre del monastero di Sant'Angelo in Cornacchiano, presso Furci
- Resti del Castello Manno a Lentella

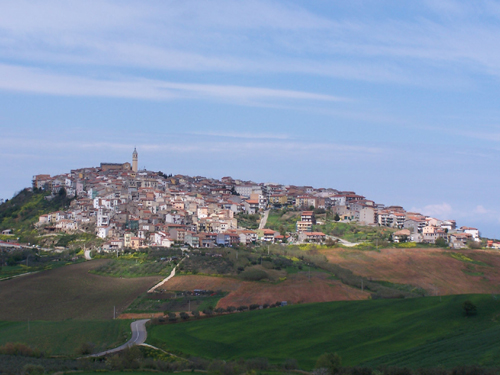
Panorama di Montenero di Bisaccia

### Molise e Puglia
- Santuario di Santa Maria di Bisaccia a Montenero di Bisaccia
- Insigne collegiata parrocchiale di Santa Maria Maggiore a Guglionesi
- Chiesa di San Pietro a San Martino in Pensilis
- Chiesa di Santa Maria in Silvis a Serracapriola.